# Bóng đá tại Đại hội Thể thao châu Á 2018 – Đội hình Nam
Dưới đây là một danh sách của các đội hình cho mỗi quốc gia đã thi đấu môn bóng đá nam tại Đại hội Thể thao châu Á 2018 ở Indonesia. Mỗi quốc gia phải nộp một đội hình chính thức gồm có 20 cầu thủ, 2 hoặc 3 trong số đó phải là thủ môn, 17 cầu thủ trong số họ phải được sinh ra vào hoặc sau ngày 1 tháng 1 năm 1995, và tối đa 3 cầu thủ trong số đó có thể trên 23 tuổi.

## Bảng A

### Trung Hoa Đài Bắc
Dưới đây là đội hình Trung Hoa Đài Bắc trong giải đấu bóng đá nam của Đại hội Thể thao châu Á 2018. Đội tuyển này có 20 cầu thủ đã được gọi vào đội tuyển vào ngày 7 tháng 8.
Huấn luyện viên trưởng:  Peng Wu-song

| Số | VT | Cầu thủ                       | Ngày sinh (tuổi)            | Trận | Bàn | Câu lạc bộ                |
| -- | -- | ----------------------------- | --------------------------- | ---- | --- | ------------------------- |
| 1  | TM | Phan Văn Chí*                 | 29 tháng 6, 1992 (26 tuổi)  | 2    |     | Tatung                    |
| 2  | HV | Vương Duệ*                    | 10 tháng 8, 1993 (25 tuổi)  | 2    |     | Điện lực Đài Loan         |
| 3  | HV | Trần Đình Dương* (đội trưởng) | 28 tháng 9, 1992 (25 tuổi)  | 2    |     | Điện lực Đài Loan         |
| 4  | TV | Châu Vũ Kiệt                  | 24 tháng 9, 1998 (19 tuổi)  | 1    |     | Hang Yuen                 |
| 5  | TV | Hoàng Tường Triết             | 2 tháng 5, 1999 (19 tuổi)   | 2    |     | Tatung                    |
| 6  | TV | Trình Hạo                     | 13 tháng 1, 1997 (21 tuổi)  |      |     | Hasus TSU                 |
| 7  | TĐ | Du Gia Hoàng                  | 23 tháng 4, 1998 (20 tuổi)  | 2    |     | Hang Yuen                 |
| 8  | HV | Ngô Ngạn Chú                  | 21 tháng 10, 1999 (18 tuổi) | 1    |     | Trường trung học Hoa Liên |
| 9  | TĐ | Lý Tường Vĩ                   | 15 tháng 4, 1996 (22 tuổi)  | 2    |     | Đài Nam                   |
| 10 | TĐ | Trần Chiêu An                 | 22 tháng 6, 1995 (23 tuổi)  | 2    |     | NSTC                      |
| 11 | TĐ | Lý Khải Kiệt                  | 22 tháng 7, 1996 (22 tuổi)  | 1    |     | Hasus TSU                 |
| 12 | TV | Trần Thăng Vị                 | 13 tháng 9, 1995 (22 tuổi)  | 2    |     | Hasus TSU                 |
| 13 | TV | Trần Hoằng Duy                | 28 tháng 9, 1997 (20 tuổi)  | 2    |     | Hasus TSU                 |
| 14 | TV | Lại Chí Xuân                  | 29 tháng 7, 1995 (23 tuổi)  |      |     | Điện lực Đài Loan         |
| 15 | TV | Vương Quan Nho                | 20 tháng 1, 1996 (22 tuổi)  |      |     | Hasus TSU                 |
| 16 | TV | Triệu Minh Tư                 | 9 tháng 7, 1997 (21 tuổi)   | 2    |     | Hasus TSU                 |
| 17 | HV | Từ Hoành Trất                 | 18 tháng 3, 1996 (22 tuổi)  | 2    |     | Hang Yuen                 |
| 18 | TM | Thái Thạc Triết               | 14 tháng 1, 1996 (22 tuổi)  |      |     | Hasus TSU                 |
| 19 | HV | Vệ Mậu Đình                   | 15 tháng 1, 1996 (22 tuổi)  | 1    |     | Hang Yuen                 |
| 20 | TV | Dư Thiệu Tiệp                 | 2 tháng 1, 1999 (19 tuổi)   | 2    |     | Đại học Ming Chuan        |

* Cầu thủ quá tuổi.

### Hồng Kông
Dưới đây là đội hình Hồng Kông trong giải đấu bóng đá nam của Đại hội Thể thao châu Á 2018. 
Huấn luyện viên trưởng:  Kwok Kar Lok
| Số | VT | Cầu thủ                   | Ngày sinh (tuổi)  | Trận | Bàn | Câu lạc bộ                 |
| -- | -- | ------------------------- | ----------------- | ---- | --- | -------------------------- |
| 19 | TM | Chan Ka Ho                | 27 tháng 1, 1996  |      |     | Kiệt Chí                   |
| 1  | TM | Viên Hạo Tuấn             | 19 tháng 7, 1995  |      |     | Lee Man                    |
|    |    |                           |                   |      |     |                            |
| 2  | HV | Fernando Recio*           | 17 tháng 12, 1982 |      |     | Kiệt Chí                   |
| 4  | HV | Lưu Học Minh (đội trưởng) | 19 tháng 10, 1995 |      |     | Southern                   |
| 14 | HV | Tạ Lãng Hiên              | 6 tháng 2, 1995   |      |     | Eastern                    |
| 3  | HV | Từ Hoành Kiệt             | 5 tháng 1, 1997   |      |     | Meizhou Hakka              |
| 5  | HV | Vas Núñez                 | 12 tháng 11, 1995 |      |     | R&F                        |
| 13 | HV | Yiu Ho Ming               | 1 tháng 5, 1995   |      |     | Eastern                    |
| 15 | HV | Yu Pui Hong               | 7 tháng 2, 1995   |      |     | Lee Man                    |
|    |    |                           |                   |      |     |                            |
| 16 | TV | Lam Hin Ting              | 9 tháng 12, 1999  |      |     | Dreams FC                  |
| 17 | TV | La Hiểu Thông             | 10 tháng 6, 1995  |      |     | Pegasus                    |
| 10 | TV | Lâm Gia Vỹ*               | 5 tháng 6, 1985   |      |     | Eastern                    |
| 8  | TV | Remi Dujardin             | 23 tháng 6, 1997  |      |     | St. Bonaventure University |
| 6  | TV | Đàm Xuân Lạc              | 5 tháng 1, 1996   |      |     | Guangzhou R&F              |
| 12 | TV | Wu Chun Ming              | 21 tháng 11, 1997 |      |     | Pegasus                    |
|    |    |                           |                   |      |     |                            |
| 7  | TĐ | Thành Tân Long            | 7 tháng 1, 1998   |      |     | Kiệt Chí                   |
| 20 | TĐ | Chiu Siu Wai              | 16 tháng 2, 1996  |      |     | Đại Phố                    |
| 9  | TĐ | Chung Vĩ Cường            | 21 tháng 10, 1995 |      |     | Đại Phố                    |
| 18 | TĐ | Jordi Tarrés*             | 16 tháng 3, 1981  |      |     | Kiệt Chí                   |
| 11 | TĐ | Matthew Orr               | 1 tháng 1, 1997   |      |     | San Francisco Dons         |

* Cầu thủ quá tuổi.

### Indonesia
Dưới đây là đội hình Indonesia trong giải đấu bóng đá nam của Đại hội Thể thao châu Á 2018. Đội tuyển này có 20 cầu thủ đã được gọi vào đội tuyển vào ngày 10 tháng 8.
Huấn luyện viên trưởng:  Luis Milla

| Số | VT | Cầu thủ                   | Ngày sinh (tuổi)            | Trận | Bàn | Câu lạc bộ         |
| -- | -- | ------------------------- | --------------------------- | ---- | --- | ------------------ |
| 1  | TM | Awan Setho Raharjo        | 20 tháng 3, 1997 (21 tuổi)  |      |     | Bhayangkara        |
| 2  | HV | Putu Gede Juni Antara     | 7 tháng 6, 1995 (23 tuổi)   | 1    |     | Bhayangkara        |
| 3  | HV | Andy Setyo                | 16 tháng 9, 1997 (20 tuổi)  |      |     | PS TIRA            |
| 4  | TV | Zulfiandi                 | 17 tháng 7, 1995 (23 tuổi)  | 1    |     | Sriwijaya          |
| 5  | HV | Bagas Adi                 | 8 tháng 3, 1997 (21 tuổi)   |      |     | Arema              |
| 6  | TV | Evan Dimas                | 13 tháng 3, 1995 (23 tuổi)  | 1    |     | Selangor           |
| 7  | HV | Rezaldi Hehanusa          | 7 tháng 11, 1995 (22 tuổi)  | 1    |     | Persija Jakarta    |
| 8  | TV | Muhammad Hargianto        | 24 tháng 7, 1996 (22 tuổi)  | 1    | 1   | Bhayangkara        |
| 9  | TĐ | Beto*                     | 31 tháng 12, 1980 (37 tuổi) | 1    | 1   | Sriwijaya          |
| 10 | TĐ | Stefano Lilipaly*         | 10 tháng 1, 1990 (28 tuổi)  | 1    | 2   | Bali United        |
| 11 | HV | Gavin Kwan                | 5 tháng 4, 1996 (22 tuổi)   |      |     | Barito Putera      |
| 12 | TM | Andritany Ardhiyasa*      | 26 tháng 12, 1991 (26 tuổi) | 1    |     | Persija Jakarta    |
| 13 | TĐ | Febri Hariyadi            | 19 tháng 2, 1996 (22 tuổi)  | 1    |     | Persib Bandung     |
| 14 | TĐ | Septian David             | 2 tháng 9, 1996 (21 tuổi)   |      |     | Mitra Kukar        |
| 15 | HV | Ricky Fajrin              | 6 tháng 9, 1995 (22 tuổi)   | 1    |     | Bali United        |
| 16 | HV | Hansamu Yama (đội trưởng) | 16 tháng 1, 1995 (23 tuổi)  | 1    |     | Barito Putera      |
| 17 | TV | Saddil Ramdani            | 2 tháng 1, 1999 (19 tuổi)   | 1    |     | Persela Lamongan   |
| 18 | TĐ | Irfan Jaya                | 1 tháng 5, 1996 (22 tuổi)   | 1    |     | Persebaya Surabaya |
| 19 | TV | Hanif Sjahbandi           | 7 tháng 4, 1997 (21 tuổi)   |      |     | Arema              |
| 20 | TĐ | Ilham Armaiyn             | 10 tháng 5, 1996 (22 tuổi)  | 1    |     | Selangor           |

* Cầu thủ quá tuổi.

### Lào
Dưới đây là đội hình Lào trong giải đấu bóng đá nam của Đại hội Thể thao châu Á 2018. Đội tuyển này có 20 cầu thủ đã được đặt tên chính thức vào ngày 7 tháng 8.
Huấn luyện viên trưởng:  Mike Wong Mun Heng

| Số | VT | Cầu thủ                             | Ngày sinh (tuổi)            | Trận | Bàn | Câu lạc bộ                      |
| -- | -- | ----------------------------------- | --------------------------- | ---- | --- | ------------------------------- |
| 1  | TM | Outthilath Nammakhoth               | 13 tháng 9, 1996 (21 tuổi)  |      |     | Master 7                        |
| 6  | HV | Kittisak Phomvongsa                 | 27 tháng 7, 1999 (19 tuổi)  | 2    |     | Young Elephant                  |
| 7  | TV | Phoutthasay Khochalern (đội trưởng) | 29 tháng 12, 1995 (22 tuổi) | 2    | 1   | Nakhon Pathom United            |
| 8  | HV | Sonevilai Sihavong                  | 18 tháng 8, 1996 (21 tuổi)  | 1    |     | Master 7                        |
| 9  | TĐ | Soukchinda Natphasouk               | 30 tháng 10, 1995 (22 tuổi) | 2    |     | Câu lạc bộ bóng đá Cảnh sát Lào |
| 10 | TV | Lathasay Lounlasy                   | 29 tháng 3, 1998 (20 tuổi)  | 2    | 1   | Young Elephant                  |
| 11 | TĐ | Chansamone Phommalivong             | 6 tháng 4, 1998 (20 tuổi)   |      |     | Young Elephant                  |
| 13 | TV | Soulivanh Nivone                    | 16 tháng 5, 1998 (20 tuổi)  |      |     | Young Elephant                  |
| 14 | TV | Kiengthavesak Xayxanapanya          | 14 tháng 3, 1999 (19 tuổi)  | 2    |     | Câu lạc bộ bóng đá Cảnh sát Lào |
| 15 | TV | Kaharn Phetsivilay                  | 9 tháng 9, 1998 (19 tuổi)   |      |     | Young Elephant                  |
| 16 | HV | Xayasith Singsavang                 | 17 tháng 12, 2000 (17 tuổi) | 2    |     | Young Elephant                  |
| 17 | TV | Bounphachan Bounkong                | 29 tháng 11, 2000 (17 tuổi) | 2    |     | Young Elephant                  |
| 18 | HV | Xouxana Sihalath                    | 22 tháng 7, 1996 (22 tuổi)  | 2    |     | Quân đội Lào                    |
| 19 | TV | Kydavone Souvanny                   | 22 tháng 11, 1999 (18 tuổi) |      |     | Young Elephant                  |
| 21 | TV | Tiny Bounmalay*                     | 6 tháng 6, 1993 (25 tuổi)   | 2    |     | Câu lạc bộ bóng đá Cảnh sát Lào |
| 22 | TV | Phithack Kongmathilath              | 6 tháng 8, 1996 (22 tuổi)   | 2    | 1   | Quân đội Lào                    |
| 23 | TV | Phouthone Innalay*                  | 11 tháng 2, 1992 (26 tuổi)  | 2    |     | Quân đội Lào                    |
| 24 | HV | Aphixay Thanakhanty                 | 15 tháng 7, 1998 (20 tuổi)  | 2    |     | Young Elephant                  |
| 25 | TĐ | Somxay Keohanam                     | 27 tháng 7, 1998 (20 tuổi)  | 1    |     | Young Elephant                  |
| 26 | TM | Saymanolinh Paseuth                 | 19 tháng 7, 1999 (19 tuổi)  | 2    |     | Young Elephant                  |

* Cầu thủ quá tuổi.

### Palestine
Dưới đây là đội hình Palestine trong giải đấu bóng đá nam của Đại hội Thể thao châu Á 2018. Đội tuyển này có 20 cầu thủ đã được đặt tên chính thức vào ngày 8 tháng 8.
Huấn luyện viên trưởng:  Ayman Sandouqa

| Số | VT | Cầu thủ                         | Ngày sinh (tuổi)           | Trận | Bàn | Câu lạc bộ       |
| -- | -- | ------------------------------- | -------------------------- | ---- | --- | ---------------- |
| 1  | TM | Ramzi Fakhouri                  | 19 tháng 2, 1996 (22 tuổi) |      |     | Thaqafi Tulkarm  |
| 2  | HV | Ahmed Qatmish                   | 10 tháng 3, 1998 (20 tuổi) | 1    |     | Thaqafi Tulkarm  |
| 3  | TV | Mohammed Bassim                 | 3 tháng 7, 1995 (23 tuổi)  | 2    |     | Al-Bireh         |
| 4  | HV | Michel Termanini                | 8 tháng 5, 1998 (20 tuổi)  | 2    |     | AFC Eskilstuna   |
| 5  | HV | Abdelatif Bahdari* (đội trưởng) | 20 tháng 2, 1984 (34 tuổi) | 2    | 1   | Merkaz Balata    |
| 6  | TV | Mohanad Fannoun                 | 18 tháng 9, 1995 (22 tuổi) | 1    |     | Shabab Al-Khalil |
| 7  | TV | Mahmoud Abu Warda               | 31 tháng 5, 1995 (23 tuổi) | 2    |     | Markaz Balata    |
| 9  | TV | Oday Dabbagh                    | 3 tháng 12, 1998 (19 tuổi) | 2    |     | Hilal Al-Quds    |
| 10 | TĐ | Mahmoud Yousef                  | 30 tháng 7, 1997 (21 tuổi) | 2    |     | Shabab Al-Khalil |
| 11 | HV | Omar El-Cherif                  | 13 tháng 2, 1997 (21 tuổi) | 2    |     | Arminia Hannover |
| 13 | TĐ | Shehab Qumbor                   | 10 tháng 8, 1997 (21 tuổi) | 2    | 1   | Jabal Al-Mukaber |
| 14 | HV | Yousef Al-Ashhab                | 10 tháng 2, 1995 (23 tuổi) | 1    |     | Shabab Al-Khalil |
| 15 | TV | Hani Abdallah                   | 3 tháng 2, 1998 (20 tuổi)  | 1    |     | Hilal Al-Quds    |
| 16 | TM | Rami Hamadi*                    | 24 tháng 3, 1994 (24 tuổi) | 2    |     | Hilal Al-Quds    |
| 17 | HV | Mousa Farawi                    | 22 tháng 3, 1998 (20 tuổi) | 1    |     | Hilal Al-Quds    |
| 18 | TĐ | Mohammed Obaid                  | 30 tháng 9, 1998 (19 tuổi) | 2    |     | Hilal Al-Quds    |
| 19 | TĐ | Sameh Maraaba*                  | 19 tháng 3, 1992 (26 tuổi) | 2    |     | Shabab Al-Khalil |
| 20 | TV | Mohamed Darwish                 | 20 tháng 2, 1997 (21 tuổi) | 1    |     | Arminia Hannover |
| 22 | TM | Naim Abuaker                    | 20 tháng 1, 1995 (23 tuổi) |      |     | Ahli Al-Khaleel  |
| 23 | TV | Mohammed Khalil                 | 5 tháng 4, 1998 (20 tuổi)  |      |     | Al-Salah         |

* Cầu thủ quá tuổi.

## Bảng B

### Bangladesh
Dưới đây là đội hình Bangladesh trong giải đấu bóng đá nam của Đại hội Thể thao châu Á 2018.
Huấn luyện viên trưởng:  Jamie Day

| Số | VT | Cầu thủ                    | Ngày sinh (tuổi)  | Trận | Bàn | Câu lạc bộ         |
| -- | -- | -------------------------- | ----------------- | ---- | --- | ------------------ |
|    | TM | Ashraful Islam Rana*       | 1 tháng 5, 1988   |      |     | Chittagong Abahani |
|    | TM | Anisur Rahman Zico         | 10 tháng 8, 1997  |      |     | Saif Sporting Club |
|    | TM | Mahfuz Hasan Pritom        |                   |      |     | Arambagh KS        |
|    | HV | Topu Barman*               | 20 tháng 12, 1994 |      |     | Saif Sporting Club |
|    | HV | Rahmat Mia                 | 8 tháng 12, 1999  |      |     | Saif Sporting Club |
|    | HV | Sushanto Tripura           | 1 tháng 1, 1995   |      |     | Chittagong Abahani |
|    | HV | Tutul Hossain Badsha       | 26 tháng 5, 1999  |      |     | Dhaka Abahani      |
|    | HV | Monjurur Rahman Manik      |                   |      |     | Dhaka Mohammedan   |
|    | HV | Bishwanath Ghosh           |                   |      |     | Sheikh Russel KC   |
|    | TV | Jamal Bhuyan* (đội trưởng) | 10 tháng 4, 1990  |      |     | Saif Sporting Club |
|    | TV | Sohel Rana                 | 27 tháng 3, 1995  |      |     | Dhaka Abahani      |
|    | TV | Mohammad Abdullah          | 16 tháng 10, 1997 |      |     | Chittagong Abahani |
|    | TV | Masuk Mia Jony             | 16 tháng 12, 1998 |      |     | Chittagong Abahani |
|    | TV | Biplu Ahmed                |                   |      |     | Dhaka Mohammedan   |
|    | TV | Atiqur Rahman Fahad        | 15 tháng 9, 1995  |      |     | Dhaka Abahani      |
|    | TV | Fazlay Rabbi               | 16 tháng 5, 1996  |      |     | Sheikh Russel KC   |
|    | TV | Robiul Hasan               |                   |      |     | Arambagh KS        |
|    | TĐ | Jafar Iqbal                | 27 tháng 9, 1997  |      |     | Chittagong Abahani |
|    | TĐ | Saad Uddin                 | 1 tháng 9, 1998   |      |     | Dhaka Abahani      |
|    | TĐ | Mahbubur Rahman Sufil      | 31 tháng 12, 1998 |      |     | Arambagh KS        |

* Cầu thủ quá tuổi.

### Qatar
Dưới đây là đội hình Qatar trong giải đấu bóng đá nam của Đại hội Thể thao châu Á 2018. Đội tuyển này có 20 cầu thủ đã được đặt tên chính thức vào ngày 8 tháng 8.
Huấn luyện viên trưởng:  Unai Melgosa
| 1  | TM | Mohamed Saeed Ibrahim   | 17 tháng 1, 1998 (20 tuổi)  | Al-Wakrah      |  |  |
| 21 | TM | Marwan Badreldin        | 17 tháng 4, 1999 (19 tuổi)  | Al-Ahli        |  |  |
| 22 | TM | Mohammed Al-Bakri       | 28 tháng 3, 1997 (21 tuổi)  | Al-Markhiya    |  |  |
|    |    |                         |                             |                |  |  |
| 2  | HV | Tarek Salman            | 5 tháng 12, 1997 (20 tuổi)  | Júpiter Leonés |  |  |
| 3  | HV | Elias Ahmed             | 12 tháng 12, 1997 (20 tuổi) | Al-Gharafa     |  |  |
| 5  | HV | Tameem Al-Muhaza        | 21 tháng 7, 1996 (22 tuổi)  | Al-Gharafa     |  |  |
| 12 | HV | Jassem Mohammed Omar    | 18 tháng 4, 1995 (23 tuổi)  | Al-Ahli        |  |  |
| 18 | HV | Salah Al-Yahri          | 25 tháng 8, 1995 (22 tuổi)  | Al-Khor        |  |  |
|    |    |                         |                             |                |  |  |
| 4  | TV | Omar Al-Amadi           | 5 tháng 4, 1995 (23 tuổi)   | Qatar SC       |  |  |
| 6  | TV | Ahmed Fadhil*           | 7 tháng 4, 1993 (25 tuổi)   | Al-Wakrah      |  |  |
| 7  | TV | Khalid Muneer           | 24 tháng 2, 1998 (20 tuổi)  | Astorga        |  |  |
| 8  | TV | Hatim Kamal             | 9 tháng 5, 1997 (21 tuổi)   | Al Sadd        |  |  |
| 11 | TV | Nasser Ibrahim Al-Nassr | 11 tháng 7, 1995 (23 tuổi)  | Al-Markhiya    |  |  |
| 13 | TV | Meshaal Ibrahim         | 9 tháng 9, 1998 (19 tuổi)   | Al Sadd        |  |  |
| 15 | TV | Adel Bader              | 17 tháng 1, 1997 (21 tuổi)  | Al-Duhail      |  |  |
| 16 | TV | Hazem Shehata           | 2 tháng 2, 1998 (20 tuổi)   | Al-Duhail      |  |  |
| 17 | TV | Abdurahman Mostafa      | 5 tháng 4, 1997 (21 tuổi)   | Al-Duhail      |  |  |
|    |    |                         |                             |                |  |  |
| 9  | TĐ | Meshaal Al-Shammeri     | 19 tháng 1, 1995 (23 tuổi)  | Al Kharaitiyat |  |  |
| 10 | TĐ | Saoud Farhan            | 11 tháng 2, 1995 (23 tuổi)  | CA Bizertin    |  |  |
| 14 | TĐ | Ahmed Al Saadi          | 2 tháng 10, 1995 (22 tuổi)  | Al-Rayyan      |  |  |

* Cầu thủ quá tuổi.

### Thái Lan
Hiệp hội bóng đá Thái Lan đã triệu tập 29 cầu thủ để chuẩn bị cho Đại hội Thể thao châu Á 2018.
Huấn luyện viên trưởng:  Worrawoot Srimaka

| Số | VT | Cầu thủ                  | Ngày sinh (tuổi)  | Trận | Bàn | Câu lạc bộ           |
| -- | -- | ------------------------ | ----------------- | ---- | --- | -------------------- |
|    | TM | Kwanchai Suklom          | 12 tháng 1, 1995  |      |     | Prachuap             |
|    | TM | Rattanai Songsangchan    | 10 tháng 6, 1995  |      |     | Port                 |
|    | TM | Nont Muangngam           | 20 tháng 4, 1997  |      |     | Police Tero          |
|    | HV | Suriya Singmui           | 7 tháng 4, 1995   |      |     | Chiangrai United     |
|    | HV | Worawut Namvech          | 4 tháng 7, 1995   |      |     | Port                 |
|    | HV | Pawee Tanthatemee        | 22 tháng 10, 1996 |      |     | Ubon UMT United      |
|    | HV | Wanchai Jarunongkran     | 18 tháng 12, 1996 |      |     | Bangkok United       |
|    | HV | Chartchai Seangdao       | 11 tháng 1, 1997  |      |     | Udon Thani           |
|    | HV | Jakkit Wachpirom         | 26 tháng 1, 1997  |      |     | FC Tokyo U-23        |
|    | HV | Shinnaphat Leeaoh        | 2 tháng 2, 1997   |      |     | Chiangrai United     |
|    | HV | Saringkan Promsupa       | 29 tháng 3, 1997  |      |     | Muangthong United    |
|    | HV | Kevin Deeromram          | 11 tháng 11, 1997 |      |     | Port                 |
|    | HV | Peerawat Akkatam         | 3 tháng 12, 1998  |      |     | Prachuap             |
|    | TV | Phitiwat Sukjitthammakul | 1 tháng 2, 1995   |      |     | Chiangrai United     |
|    | TV | Tanasith Siripala        | 9 tháng 8, 1995   |      |     | Suphanburi           |
|    | TV | Montree Promsawat        | 27 tháng 8, 1995  |      |     | Ratchaburi Mitr Phol |
|    | TV | Ratchanat Aranpiroj      | 22 tháng 6, 1996  |      |     | Chainat Hornbill     |
|    | TV | Nopphon Ponkam           | 19 tháng 7, 1996  |      |     | Police Tero          |
|    | TV | Chaiyawat Buran          | 26 tháng 10, 1996 |      |     | Chiangrai United     |
|    | TV | Jaroensak Wonggorn       | 18 tháng 5, 1997  |      |     | Pattaya United       |
|    | TV | Sansern Limwattana       | 30 tháng 6, 1997  |      |     | Sukhothai            |
|    | TV | Sirimongkhon Jitbanjong  | 8 tháng 8, 1997   |      |     | Suphanburi           |
|    | TV | Worachit Kanitsribampen  | 24 tháng 8, 1997  |      |     | Chonburi             |
|    | TV | Ratthanakorn Maikami     | 1 tháng 1, 1998   |      |     | Buriram United       |
|    | TV | Supachok Sarachat        | 22 tháng 5, 1998  |      |     | Buriram United       |
|    | TV | Ekanit Panya             | 21 tháng 10, 1999 |      |     | Chiangmai            |
|    | TĐ | Chenrop Samphaodi        | 2 tháng 6, 1995   |      |     | Muangthong United    |
|    | TĐ | Poramet Arjvirai         | 20 tháng 7, 1998  |      |     | Muangthong United    |
|    | TĐ | Supachai Jaided          | 1 tháng 12, 1998  |      |     | Buriram United       |

* Cầu thủ quá tuổi.

### Uzbekistan
Dưới đây là đội hình Uzbekistan trong giải đấu bóng đá nam của Đại hội Thể thao châu Á 2018. Đội tuyển này có 20 cầu thủ đã được đặt tên chính thức vào ngày 10 tháng 8.
Huấn luyện viên trưởng:  Ravshan Khaydarov

| Số | VT | Cầu thủ                | Ngày sinh (tuổi)           | Trận | Bàn | Câu lạc bộ         |
| -- | -- | ---------------------- | -------------------------- | ---- | --- | ------------------ |
| 1  | TM | Botirali Ergashev      | 23 tháng 6, 1995 (23 tuổi) |      |     | Navbahor Namangan  |
| 2  | HV | Rustam Ashurmatov      | 7 tháng 7, 1995 (23 tuổi)  |      |     | Bunyodkor          |
| 3  | HV | Xojiakbar Alijonov     | 19 tháng 4, 1997 (21 tuổi) |      |     | Pakhtakor Tashkent |
| 4  | HV | Akramjon Komilov       | 14 tháng 3, 1996 (22 tuổi) |      |     | Bunyodkor          |
| 5  | HV | Abbosjon Otakhonov     | 25 tháng 8, 1995 (22 tuổi) |      |     | Metallurg Bekabad  |
| 6  | TV | Jaloliddin Masharipov* | 1 tháng 9, 1993 (24 tuổi)  |      |     | Pakhtakor Tashkent |
| 7  | TV | Odiljon Hamrobekov     | 13 tháng 2, 1996 (22 tuổi) |      |     | Nasaf Qarshi       |
| 8  | TV | Jasurbek Yakhshiboev   | 24 tháng 6, 1997 (21 tuổi) |      |     | Pakhtakor Tashkent |
| 9  | TĐ | Zabikhillo Urinboev    | 30 tháng 3, 1995 (23 tuổi) |      |     | Metallurg Bekabad  |
| 10 | TV | Javokhir Sidikov       | 8 tháng 12, 1996 (21 tuổi) |      |     | Kokand 1912        |
| 11 | TĐ | Bobir Abdixolikov      | 23 tháng 4, 1997 (21 tuổi) |      |     | Nasaf Qarshi       |
| 12 | TM | Rahimjon Davronov      | 3 tháng 10, 1996 (21 tuổi) |      |     | Mash'al Mubarek    |
| 13 | HV | Islomjon Kobilov       | 1 tháng 6, 1997 (21 tuổi)  |      |     | Bunyodkor          |
| 14 | TV | Ikromjon Alibaev*      | 9 tháng 1, 1994 (24 tuổi)  |      |     | Lokomotiv Tashkent |
| 15 | TV | Azizbek Turgunbaev     | 1 tháng 10, 1994 (23 tuổi) |      |     | Navbahor Namangan  |
| 16 | HV | Doniyorjon Narzullaev  | 11 tháng 4, 1995 (23 tuổi) |      |     | Nasaf Qarshi       |
| 17 | TV | Dostonbek Khamdamov    | 24 tháng 7, 1996 (22 tuổi) |      |     | Anzhi              |
| 18 | TV | Khurshid Giyosov       | 13 tháng 4, 1995 (23 tuổi) |      |     | Bunyodkor          |
| 19 | TĐ | Andrey Sidorov         | 25 tháng 6, 1995 (23 tuổi) |      |     | Neftchi Fergana    |
| 20 | HV | Dostonbek Tursunov     | 13 tháng 6, 1995 (23 tuổi) |      |     | Neftchi Fergana    |

* Cầu thủ quá tuổi.

## Bảng C

### Trung Quốc
Huấn luyện viên trưởng:  Massimiliano Maddaloni
Đội hình cuối cùng đã được công bố vào ngày 10 tháng 8.
| 1  | TM | Chen Wei         | 14 tháng 2, 1998 (20 tuổi)  | Shanghai SIPG               |  |  |
| 12 | TM | Zhou Yuchen      | 12 tháng 1, 1995 (23 tuổi)  | Sơn Đông Lỗ Năng            |  |  |
|    |    |                  |                             |                             |  |  |
| 19 | HV | Liu Yiming       | 28 tháng 2, 1995 (23 tuổi)  | Thiên Tân Quyền Kiện        |  |  |
| 5  | HV | Cao Chuẩn Dực    | 21 tháng 8, 1995 (22 tuổi)  | Hebei China Fortune         |  |  |
| 2  | HV | Li Hailong       | 2 tháng 8, 1996 (22 tuổi)   | Sơn Đông Lỗ Năng            |  |  |
| 4  | HV | Liu Yang         | 17 tháng 6, 1995 (23 tuổi)  | Sơn Đông Lỗ Năng            |  |  |
| 14 | HV | Long Cheng       | 22 tháng 3, 1995 (23 tuổi)  | Hà Nam Kiến Nghiệp          |  |  |
| 20 | HV | Deng Hanwen      | 8 tháng 1, 1995 (23 tuổi)   | Quảng Châu Hằng Đại Đào Bảo |  |  |
| 3  | HV | Chen Zhechao     | 19 tháng 4, 1995 (23 tuổi)  | Sơn Đông Lỗ Năng            |  |  |
| 17 | HV | Xu Yougang       | 9 tháng 2, 1996 (22 tuổi)   | Thượng Hải Thân Hoa         |  |  |
|    |    |                  |                             |                             |  |  |
| 10 | TV | Tang Shi         | 24 tháng 1, 1995 (23 tuổi)  | Quảng Châu Hằng Đại Đào Bảo |  |  |
| 6  | TV | Diêu Quân Thịnh  | 29 tháng 10, 1995 (22 tuổi) | Sơn Đông Lỗ Năng            |  |  |
| 11 | TV | Chen Binbin      | 10 tháng 6, 1998 (20 tuổi)  | Shanghai SIPG               |  |  |
| 8  | TV | He Chao          | 19 tháng 4, 1995 (23 tuổi)  | Changchun Yatai             |  |  |
| 15 | TV | Trương Viên      | 28 tháng 1, 1995 (23 tuổi)  | Guizhou Hengfeng            |  |  |
| 7  | TV | Ngụy Thạch Hào   | 8 tháng 4, 1995 (23 tuổi)   | Bắc Kinh Quốc An            |  |  |
| 18 | TV | Cao Yongjing     | 15 tháng 2, 1997 (21 tuổi)  | Beijing Renhe               |  |  |
|    |    |                  |                             |                             |  |  |
| 16 | TĐ | Feng Boyuan      | 18 tháng 1, 1995 (23 tuổi)  | Liaoning F.C.               |  |  |
| 13 | TĐ | Hoàng Tử Trường  | 4 tháng 4, 1997 (21 tuổi)   | Jiangsu Suning              |  |  |
| 9  | TĐ | Trương Ngọc Ninh | 5 tháng 1, 1997 (21 tuổi)   | ADO Den Haag                |  |  |

### Syria
Dưới đây là đội hình của Syria tại giải đấu bóng đá nam của Đại hội Thể thao châu Á 2018.
Huấn luyện viên trưởng:  Muhannad Al Fakeer
| 0#0 | Vị trí | Cầu thủ                     | Ngày sinh và tuổi           | Câu lạc bộ        |
| --- | ------ | --------------------------- | --------------------------- | ----------------- |
| 1   | TM     | Ahmad Madania* (đội trưởng) | 1 tháng 1, 1990 (28 tuổi)   | Al-Jaish          |
| 2   | TV     | Hussain Al Shouaeeb*        | 2 tháng 1, 1992 (26 tuổi)   | Al-Jaish          |
| 3   | HV     | Youssef Al Hamwi            | 1 tháng 2, 1997 (21 tuổi)   | Al-Jaish          |
| 4   | HV     | Jihad Besmar                | 10 tháng 1, 1996 (22 tuổi)  | Al-Karamah        |
| 5   | HV     | Fares Arnaout               | 31 tháng 1, 1997 (21 tuổi)  | Al-Jaish          |
| 6   | TV     | Ahmed Ashkar                | 1 tháng 1, 1996 (22 tuổi)   | Al-Jaish          |
| 7   | TĐ     | Mahmoud Al Baher*           | 3 tháng 1, 1994 (24 tuổi)   | Tishreen          |
| 8   | TV     | Mouhamad Anez               | 14 tháng 5, 1995 (23 tuổi)  | Al-Jaish          |
| 9   | TĐ     | Ahmad Al Khassi             | 27 tháng 1, 1999 (19 tuổi)  | Al-Jaish          |
| 10  | TV     | Mohammad Marmour            | 4 tháng 1, 1995 (23 tuổi)   | Tishreen          |
| 12  | HV     | Ahmad Al Ghalab             | 2 tháng 1, 1996 (22 tuổi)   | Al-Muhafaza       |
| 13  | TĐ     | Kamel Koaeh                 | 1 tháng 1, 1998 (20 tuổi)   | Al-Shorta         |
| 14  | HV     | Abdullah Jinat              | 18 tháng 1, 1996 (22 tuổi)  | Al-Karamah        |
| 15  | HV     | Khaled Kurdaghli            | 31 tháng 1, 1997 (21 tuổi)  | Tishreen          |
| 17  | TV     | Zakria Hannan               | 21 tháng 8, 1997 (20 tuổi)  | Al Ittihad Aleppo |
| 18  | TĐ     | Abd Al Rahman Barakat       | 1 tháng 1, 1998 (20 tuổi)   | Al-Jaish          |
| 19  | TĐ     | Abdulhadi Shalha            | 19 tháng 1, 1999 (19 tuổi)  | Al-Wahda          |
| 20  | TV     | Ahmad Al Ahmad              | 18 tháng 10, 1996 (21 tuổi) | Al Ittihad Aleppo |
| 22  | TM     | Khaled Ibrahim              | 10 tháng 1, 1996 (22 tuổi)  | Al-Wahda          |
| 23  | TM     | Yazan Ourabi                | 30 tháng 1, 1997 (21 tuổi)  | Al Ittihad Aleppo |

* Cầu thủ quá tuổi.

### Đông Timor
Dưới đây là đội hình của Đông Timor thi đấu môn bóng đá nam tại Đại hội Thể thao châu Á 2018.
Huấn luyện viên trưởng:  Tsukitate Norio
| 0#0 | Vị trí | Cầu thủ           | Ngày sinh và tuổi           | Câu lạc bộ        |
| --- | ------ | ----------------- | --------------------------- | ----------------- |
| 1   | TM     | Aderito           | 15 tháng 5, 1997 (21 tuổi)  | Atlético Ultramar |
| 2   | HV     | Julião            | 2 tháng 7, 1998 (20 tuổi)   | SLB Benfica       |
| 3   | HV     | José Guterres     | 24 tháng 4, 1998 (20 tuổi)  | Boavista          |
| 4   | HV     | Cândido Oliveira  | 2 tháng 12, 1997 (20 tuổi)  | Ponta Leste       |
| 5   | HV     | Jorge Sabas       | 5 tháng 12, 1997 (20 tuổi)  | Karketu Dili      |
| 6   | TV     | Nataniel          | 25 tháng 3, 1995 (23 tuổi)  | Boavista          |
| 7   | TĐ     | Rufino Gama       | 20 tháng 6, 1998 (20 tuổi)  | Karketu Dili      |
| 8   | TV     | Boavida Olegário* | 24 tháng 10, 1994 (23 tuổi) | Karketu Dili      |
| 9   | TĐ     | Silvério Garcia*  | 2 tháng 4, 1994 (24 tuổi)   | Ponta Leste       |
| 10  | TĐ     | Henrique Cruz     | 6 tháng 12, 1997 (20 tuổi)  | Boavista          |
| 11  | TV     | Gelvánio Costa    | 8 tháng 10, 1998 (19 tuổi)  | Karketu Dili      |
| 12  | TV     | José Fonseca*     | 19 tháng 9, 1994 (23 tuổi)  | Cacusan           |
| 13  | HV     | Gumário           | 18 tháng 10, 2001 (16 tuổi) | Boavista          |
| 14  | TV     | Avigmas           | 24 tháng 12, 1999 (18 tuổi) | Boavista          |
| 15  | TV     | Armindo           | 18 tháng 4, 1998 (20 tuổi)  | Académica         |
| 16  | HV     | Ricky*            | 17 tháng 6, 1994 (24 tuổi)  | SLB Benfica       |
| 17  | TV     | Osvaldo Belo      | 18 tháng 10, 2000 (17 tuổi) | Karketu Dili      |
| 18  | TV     | Filomeno          | 5 tháng 8, 2000 (18 tuổi)   | SLB Benfica       |
| 19  | TĐ     | Frangcyatma Alves | 27 tháng 1, 1997 (21 tuổi)  | Cacusan           |
| 20  | TM     | Fagio Augusto     | 29 tháng 4, 1997 (21 tuổi)  | Karketu Dili      |

* Cầu thủ quá tuổi.

### Các Tiểu vương quốc Ả Rập Thống nhất
Dưới đây là đội hình Các Tiểu vương quốc Ả Rập Thống nhất (UAE) chuẩn bị cho giải đấu bóng đá nam tại Đại hội Thể thao châu Á 2018.
Huấn luyện viên trưởng:  Maciej Skorża
| 0#0 | Vị trí | Cầu thủ              | Ngày sinh và tuổi           | Câu lạc bộ     |
| --- | ------ | -------------------- | --------------------------- | -------------- |
| 1   | TM     | Sultan Al-Mantheri   | 5 tháng 1, 1995 (23 tuổi)   | Al-Wasl        |
| 2   | HV     | Abdullah Al-Noubi    | 18 tháng 3, 1995 (23 tuổi)  | Al-Fujairah    |
| 3   | HV     | Ahmed Rashed         | 19 tháng 1, 1997 (21 tuổi)  | Al-Wahda       |
| 4   | HV     | Salem Sultan*        | 9 tháng 5, 1993 (25 tuổi)   | Al-Wahda       |
| 5   | HV     | Ismael Khaled        | 15 tháng 6, 1997 (21 tuổi)  | Shabab Al-Ahli |
| 6   | HV     | Majed Suroor         | 14 tháng 10, 1997 (20 tuổi) | Sharjah        |
| 7   | TĐ     | Ahmed Al Attas       | 28 tháng 9, 1995 (22 tuổi)  | Shabab Al-Ahli |
| 10  | TV     | Jassem Yaqoub        | 16 tháng 3, 1997 (21 tuổi)  | Al-Nasr        |
| 12  | HV     | Khaled Ibrahim       | 17 tháng 1, 1997 (21 tuổi)  | Al-Wahda       |
| 16  | TĐ     | Ali Eid              | 1 tháng 3, 1998 (20 tuổi)   | Al-Ain         |
| 17  | TM     | Abdulrahman Al-Ameri | 30 tháng 4, 1998 (20 tuổi)  | Al-Jazira      |
| 18  | TV     | Abdullah Ghanem      | 21 tháng 5, 1995 (23 tuổi)  | Sharjah        |
| 19  | HV     | Mohammed Al Attas    | 5 tháng 8, 1997 (21 tuổi)   | Al-Jazira      |
| 20  | TV     | Husain Abdulla Omar  | 11 tháng 1, 1997 (21 tuổi)  | Al-Ain         |
| 22  | TM     | Mohamed Al-Shamsi    | 4 tháng 1, 1997 (21 tuổi)   | Al-Wahda       |
| 23  | HV     | Hamad Al-Jasmi       | 11 tháng 1, 1997 (21 tuổi)  | Sharjah        |
| 24  | TĐ     | Mohammed Khalvan*    | 29 tháng 12, 1992 (25 tuổi) | Al Fujairah    |
| 26  | TV     | Shahin Suroor        | 21 tháng 6, 1996 (22 tuổi)  | Al-Ittihad     |
| 27  | TĐ     | Zaid Al-Ameri        | 14 tháng 1, 1997 (21 tuổi)  | Al-Jazira      |
| 29  | TV     | Rashed Mohammed      | 6 tháng 12, 1995 (22 tuổi)  | Al-Nasr        |

* Cầu thủ quá tuổi.

## Bảng D

### Nhật Bản
Huấn luyện viên trưởng:  Moriyasu Hajime 

Dưới đây là đội hình 20 cầu thủ của Nhật Bản thi đấu môn bóng đá nam tại Đại hội Thể thao châu Á 2018 ở Indonesia. 

| 1  | TM | Kojima Ryosuke    | 30 tháng 1, 1997  | Waseda University        |  |  |
| 12 | TM | Obi Powell Obinna | 18 tháng 12, 1997 | Ryutsu Keizai University |  |  |
|    |    |                   |                   |                          |  |  |
| 5  | HV | Sugioka Daiki     | 8 tháng 10, 1998  | Shonan Bellmare          |  |  |
| 7  | HV | Hara Teruki       | 30 tháng 7, 1998  | Albirex Niigata          |  |  |
| 3  | HV | Okazaki Makoto    | 10 tháng 10, 1998 | FC Tokyo                 |  |  |
| 22 | HV | Tatsuta Yugo      | 21 tháng 6, 1998  | Shimizu S-Pulse          |  |  |
| 4  | TV | Itakura Ko        | 27 tháng 1, 1997  | Vegalta Sendai           |  |  |
|    |    |                   |                   |                          |  |  |
| 10 | TV | Miyoshi Koji      | 26 tháng 3, 1997  | Kawasaki Frontale        |  |  |
| 2  | TV | Naganuma Yoichi   | 14 tháng 4, 1997  | Montedio Yamagata        |  |  |
| 17 | TV | Kamiya Yuta       | 24 tháng 4, 1997  | Ehime                    |  |  |
| 11 | TV | Endo Keita        | 22 tháng 11, 1997 | Yokohama F. Marinos      |  |  |
| 13 | TV | Iwasaki Yuto      | 11 tháng 6, 1998  | Kyoto Sanga              |  |  |
| 8  | TV | Mitoma Kaoru      | 20 tháng 5, 1997  | University of Tsukuba    |  |  |
| 6  | TV | Hatsuse Ryo       | 10 tháng 7, 1997  | Gamba Osaka              |  |  |
| 19 | TV | Funaki Kakeru     | 10 tháng 7, 1997  | Cerezo Osaka             |  |  |
| 14 | TV | Matsumoto Taishi  | 22 tháng 8, 1998  | Sanfrecce Hiroshima      |  |  |
| 16 | TV | Watanabe Kota     | 18 tháng 10, 1998 | Tokyo Verdy              |  |  |
|    |    |                   |                   |                          |  |  |
| 18 | TĐ | Maeda Daizen      | 20 tháng 10, 1997 | Matsumoto Yamaga FC      |  |  |
| 9  | TĐ | Hatate Reo        | 21 tháng 11, 1997 | Juntendo University      |  |  |
| 15 | TĐ | Ueda Ayase        | 10 tháng 9, 1998  | Hosei University         |  |  |

### Nepal
Đội hình cuối cùng đã được công bố vào ngày 24 tháng 6.
Huấn luyện viên trưởng:  Gyotoku Koji
| 0#0 | Vị trí | Cầu thủ                      | Ngày sinh và tuổi          | Câu lạc bộ         |
| --- | ------ | ---------------------------- | -------------------------- | ------------------ |
| 4   | HV     | Ananta Tamang                | 14 tháng 1, 1998 (20 tuổi) | Three Star         |
| 6   | HV     | Aditya Chaudhary             | 19 tháng 4, 1996 (22 tuổi) | Armed Police Force |
| 8   | TV     | Bishal Rai*                  | 6 tháng 6, 1993 (25 tuổi)  | Manang Marshyangdi |
| 9   | TĐ     | Suman Lama                   | 9 tháng 3, 1996 (22 tuổi)  | Nepal Police       |
| 10  | TĐ     | Bimal Gharti Magar           | 26 tháng 1, 1998 (20 tuổi) | Three Star         |
| 11  | TV     | Heman Gurung                 | 27 tháng 2, 1996 (22 tuổi) | Manang Marshyangdi |
| 12  | TV     | Tej Tamang                   | 14 tháng 2, 1998 (20 tuổi) | Nepal Police       |
| 13  | HV     | Kamal Shrestha               | 10 tháng 7, 1997 (21 tuổi) | Manang Marshyangdi |
| 14  | TĐ     | Anjan Bista                  | 15 tháng 5, 1998 (20 tuổi) | Armed Police Force |
| 16  | TM     | Kiran Chemjong* (đội trưởng) | 24 tháng 3, 1990 (28 tuổi) | TC Sports Club     |
| 19  | TM     | Alan Neupane                 | 24 tháng 6, 1996 (22 tuổi) | Three Star         |
| 22  | HV     | Dinesh Rajbanshi             | 4 tháng 4, 1998 (20 tuổi)  | Nepal Police       |
| 23  | TV     | Sunil Bal                    | 1 tháng 1, 1998 (20 tuổi)  | Three Star         |
| 24  | HV     | Tshring Gurung               | 21 tháng 2, 1998 (20 tuổi) | Chyasal Youth      |
| 25  | HV     | Suman Aryal                  | 9 tháng 3, 1996 (22 tuổi)  | Nepal Police       |
| 27  | TĐ     | Abhishek Rijal               | 29 tháng 1, 2000 (18 tuổi) | Nepal Police       |
| 30  | TV     | Hemant Thapa Magar           | 7 tháng 1, 1998 (20 tuổi)  | Chyasal Youth      |
| 32  | HV     | Rohit Chand*                 | 28 tháng 2, 1992 (26 tuổi) | Persija Jakarta    |
| 33  | TM     | Sojit Gurung                 | 28 tháng 1, 2000 (18 tuổi) | Mai Valley         |
| 35  | TV     | Gaurab Budhathoki            | 14 tháng 2, 1998 (20 tuổi) | Chyasal Youth      |

* Cầu thủ quá tuổi.

### Pakistan
Dưới đây là đội hình Pakistan tại giải đấu bóng đá nam của Đại hội Thể thao châu Á. Đội tuyển này đã có 20 cầu thủ được đặt tên chính thức vào ngày 10 tháng 8.
Huấn luyện viên trưởng:  José Antonio Nogueira
| 0#0 | Vị trí | Cầu thủ                      | Ngày sinh và tuổi           | Câu lạc bộ               |
| --- | ------ | ---------------------------- | --------------------------- | ------------------------ |
| 2   | HV     | Muhammad Umar Hayat          | 22 tháng 9, 1996 (21 tuổi)  | WAPDA                    |
| 3   | HV     | Mohsin Ali                   | 1 tháng 6, 1996 (22 tuổi)   | WAPDA                    |
| 4   | HV     | Mehdi Hassan                 | 20 tháng 7, 1999 (19 tuổi)  | Air Force                |
| 6   | HV     | Muhammad Bilal               | 14 tháng 8, 1996 (21 tuổi)  | WAPDA                    |
| 7   | TĐ     | Mansoor Khan                 | 20 tháng 2, 1997 (21 tuổi)  | Air Force                |
| 8   | TV     | Mehmood Khan*                | 10 tháng 6, 1991 (27 tuổi)  | Sui Southern Gas Company |
| 9   | TV     | Yousaf Ahmed                 | 6 tháng 11, 1997 (20 tuổi)  | KRL                      |
| 10  | TV     | Muhammad Riaz                | 27 tháng 2, 1996 (22 tuổi)  | K-Electric               |
| 11  | TĐ     | Maqbool                      | 4 tháng 4, 1997 (21 tuổi)   | NBP                      |
| 13  | HV     | Shahbaz Younas               | 2 tháng 3, 1996 (22 tuổi)   | Army                     |
| 14  | HV     | Ali Khan Niazi               | 14 tháng 12, 2000 (17 tuổi) | K-Electric               |
| 15  | TV     | Zainul Abideen               | 24 tháng 5, 1998 (20 tuổi)  | K-Electric               |
| 16  | HV     | Waseem Asghar                | 8 tháng 7, 2000 (18 tuổi)   | Civil Aviation Authority |
| 17  | TV     | Saddam Hussain* (đội trưởng) | 10 tháng 4, 1993 (25 tuổi)  | Sui Southern Gas Company |
| 18  | HV     | Arslan Ali                   | 20 tháng 12, 1998 (19 tuổi) | KRL                      |
| 19  | TV     | Adeel Ali                    | 5 tháng 1, 2000 (18 tuổi)   | WAPDA                    |
| 20  | TV     | Sohail Khan                  | 1 tháng 1, 1996 (22 tuổi)   | Air Force                |
| 22  | TM     | Ahsanullah Ahmed             | 25 tháng 2, 1995 (23 tuổi)  | Sui Southern Gas Company |
| 23  | TĐ     | Noman Noor                   | 10 tháng 9, 1997 (20 tuổi)  | K-Electric               |
| 33  | TM     | Saqib Hanif* (đội phó)       | 28 tháng 4, 1994 (24 tuổi)  | Maalhos                  |

* Cầu thủ quá tuổi.

### Việt Nam
Huấn luyện viên trưởng:  Park Hang-seo
Dưới đây là đội hình Việt Nam thi đấu môn bóng đá nam tại Đại hội Thể thao châu Á 2018. Đội hình cuối cùng đã được công bố vào ngày 19 tháng 7. Cầu thủ bị chấn thương là Nguyễn Thành Chung được thay thế bởi Trần Minh Vương.
| 1  | TM | Nguyễn Văn Hoàng               | 17 tháng 2, 1995 (23 tuổi)  | Sài Gòn            |  |  |
| 50 | TM | Bùi Tiến Dũng                  | 28 tháng 2, 1997 (21 tuổi)  | FLC Thanh Hóa      |  |  |
|    |    |                                |                             |                    |  |  |
| 2  | HV | Phạm Xuân Mạnh                 | 2 tháng 3, 1996 (22 tuổi)   | Sông Lam Nghệ An   |  |  |
| 3  | HV | Đỗ Duy Mạnh                    | 29 tháng 9, 1996 (21 tuổi)  | Hà Nội             |  |  |
| 5  | HV | Đoàn Văn Hậu                   | 19 tháng 4, 1999 (19 tuổi)  | Hà Nội             |  |  |
| 4  | HV | Bùi Tiến Dũng                  | 2 tháng 10, 1995 (22 tuổi)  | Viettel            |  |  |
| 21 | HV | Trần Đình Trọng                | 25 tháng 4, 1997 (21 tuổi)  | Hà Nội             |  |  |
| 7  | HV | Trịnh Văn Lợi                  | 26 tháng 5, 1995 (23 tuổi)  | Hải Phòng          |  |  |
| 17 | HV | Vũ Văn Thanh                   | 14 tháng 4, 1996 (22 tuổi)  | Hoàng Anh Gia Lai  |  |  |
|    |    |                                |                             |                    |  |  |
| 6  | TV | Lương Xuân Trường              | 28 tháng 4, 1995 (23 tuổi)  | Hoàng Anh Gia Lai  |  |  |
| 18 | TV | Đỗ Hùng Dũng*                  | 8 tháng 9, 1993 (24 tuổi)   | Hà Nội             |  |  |
| 15 | TV | Phạm Đức Huy                   | 20 tháng 1, 1995 (23 tuổi)  | Hà Nội             |  |  |
| 16 | TV | Trần Minh Vương                | 28 tháng 3, 1995 (23 tuổi)  | Hoàng Anh Gia Lai  |  |  |
| 19 | TV | Nguyễn Quang Hải               | 12 tháng 4, 1997 (21 tuổi)  | Hà Nội             |  |  |
|    |    |                                |                             |                    |  |  |
| 20 | TĐ | Phan Văn Đức                   | 11 tháng 4, 1996 (22 tuổi)  | Sông Lam Nghệ An   |  |  |
| 8  | TĐ | Nguyễn Văn Toàn                | 12 tháng 4, 1996 (22 tuổi)  | Hoàng Anh Gia Lai  |  |  |
| 9  | TĐ | Nguyễn Công Phượng             | 21 tháng 1, 1995 (23 tuổi)  | Hoàng Anh Gia Lai  |  |  |
| 10 | TĐ | Nguyễn Văn Quyết* (đội trưởng) | 1 tháng 7, 1991 (27 tuổi)   | Hà Nội             |  |  |
| 11 | TĐ | Nguyễn Anh Đức*                | 24 tháng 10, 1985 (32 tuổi) | Becamex Bình Dương |  |  |
| 13 | TĐ | Hà Đức Chinh                   | 22 tháng 9, 1997 (20 tuổi)  | SHB Đà Nẵng        |  |  |

## Bảng E

### Bahrain
Dưới đây là đội hình Bahrain tại giải đấu bóng đá nam của Đại hội Thể thao châu Á 2018.
Huấn luyện viên trưởng:  Samir Chammam

| Số | VT | Cầu thủ                         | Ngày sinh (tuổi)            | Trận | Bàn | Câu lạc bộ      |
| -- | -- | ------------------------------- | --------------------------- | ---- | --- | --------------- |
| 1  | TM | Abdulaziz Al-Kandari            | 16 tháng 9, 1997 (20 tuổi)  |      |     | Isa Town        |
| 19 | TM | Ammar Ahmed                     | 10 tháng 2, 1999 (19 tuổi)  |      |     | Manama          |
| 20 | TM | Yusuf Habib                     | 9 tháng 1, 1998 (20 tuổi)   |      |     | Malkiya         |
|    |    |                                 |                             |      |     |                 |
| 2  | HV | Sayed Mohamed Ameen             | 7 tháng 3, 1999 (19 tuổi)   |      |     | Sitra           |
| 3  | HV | Ahmed Bughammar                 | 30 tháng 12, 1997 (20 tuổi) |      |     | Al-Hidd         |
| 4  | HV | Husain Jameel                   | 3 tháng 10, 1997 (20 tuổi)  |      |     | Al-Shabab       |
| 5  | HV | Hamad Al-Shamsan                | 29 tháng 9, 1997 (20 tuổi)  |      |     | Al-Riffa        |
| 6  | HV | Abbas Alkhayyat                 | 15 tháng 10, 1997 (20 tuổi) |      |     | East Riffa      |
| 15 | HV | Hasan Al-Karani                 | 27 tháng 11, 1997 (20 tuổi) |      |     | Sitra           |
|    |    |                                 |                             |      |     |                 |
| 7  | TV | Hasan Yahya Ali                 | 29 tháng 11, 1997 (20 tuổi) |      |     | Al-Tadamun Buri |
| 8  | TV | Mohamed Jasim Marhoon           | 12 tháng 2, 1998 (20 tuổi)  |      |     | Al-Riffa        |
| 9  | TV | Ahmed Saleh Sanad               | 11 tháng 1, 1998 (20 tuổi)  |      |     | Isa Town        |
| 10 | TV | Mohammed Al-Hardan (đội trưởng) | 6 tháng 10, 1997 (20 tuổi)  |      |     | Vejle Boldklub  |
| 11 | TV | Abdulaziz Almansoori            | 17 tháng 3, 1997 (21 tuổi)  |      |     | Al-Najma        |
| 12 | TV | Jasim Al-Salama                 | 22 tháng 2, 1998 (20 tuổi)  |      |     | East Riffa      |
| 14 | TV | Abbas Fadhel Al-Asfoor          | 2 tháng 3, 1999 (19 tuổi)   |      |     | Al-Shabab       |
| 18 | TV | Mohamed Ahmadi Abdulrahman      | 16 tháng 4, 1998 (20 tuổi)  |      |     | Al-Muharraq     |
|    |    |                                 |                             |      |     |                 |
| 13 | TĐ | Sayed Ebrahim                   | 25 tháng 10, 1997 (20 tuổi) |      |     | Al-Shabab       |
| 16 | TĐ | Sayed Hashim Isa                | 3 tháng 4, 1998 (20 tuổi)   |      |     | Malkiya         |
| 17 | TĐ | Ahmed Al-Sherooqi               | 22 tháng 5, 2000 (18 tuổi)  |      |     | Al-Budaiya      |

### Kyrgyzstan
Dưới đây là đội hình Kyrgyzstan tại giải đấu bóng đá nam của Đại hội Thể thao châu Á 2018 ở Indonesia.
Huấn luyện viên trưởng:  Igor Kudarenko

| Số | VT | Cầu thủ                         | Ngày sinh (tuổi)            | Trận | Bàn | Câu lạc bộ          |
| -- | -- | ------------------------------- | --------------------------- | ---- | --- | ------------------- |
| 1  | TM | Kalysbek Akimaliev*             | 16 tháng 11, 1992 (25 tuổi) |      |     | Abdysh-Ata Kant     |
| 13 | TM | Kutman Kadyrbekov               | 13 tháng 6, 1997 (21 tuổi)  |      |     | Dordoi Bishkek      |
|    |    |                                 |                             |      |     |                     |
| 2  | HV | Mustafa Iusupov                 | 1 tháng 7, 1995 (23 tuổi)   |      |     | Dordoi Bishkek      |
| 3  | HV | Tamirlan Kozubaev* (đội trưởng) | 1 tháng 7, 1994 (24 tuổi)   |      |     | Dordoi Bishkek      |
| 4  | HV | Askarbek Saliev                 | 25 tháng 5, 1995 (23 tuổi)  |      |     | Dordoi Bishkek      |
| 5  | HV | Aizar Akmatov                   | 24 tháng 8, 1998 (19 tuổi)  |      |     | Alga Bishkek        |
| 6  | HV | Azat Murzashev                  | 18 tháng 1, 1997 (21 tuổi)  |      |     | Abdysh-Ata Kant     |
| 19 | HV | Andrei Dolzhenko                | 23 tháng 8, 1995 (22 tuổi)  |      |     | Ilbirs Bishkek      |
|    |    |                                 |                             |      |     |                     |
| 7  | TV | Atay Dzhumashev                 | 21 tháng 2, 1998 (20 tuổi)  |      |     | Neftchi Kochkor-Ata |
| 8  | TV | Azim Azarov                     | 20 tháng 9, 1996 (21 tuổi)  |      |     | Dordoi Bishkek      |
| 10 | TV | Odiljon Abdurakhmanov           | 18 tháng 3, 1996 (22 tuổi)  |      |     | Alay Osh            |
| 14 | TV | Davliatzhan Baratov             | 17 tháng 1, 1995 (23 tuổi)  |      |     | Alay Osh            |
| 15 | TV | Kurmantai Nurtay                | 9 tháng 7, 1997 (21 tuổi)   |      |     | Ilbirs Bishkek      |
| 16 | TV | Eldiyar Sardarbekov             | 5 tháng 4, 1995 (23 tuổi)   |      |     | Alay Osh            |
| 17 | TV | Temirbolot Tapaev               | 1 tháng 8, 1999 (19 tuổi)   |      |     | Dordoi Bishkek      |
|    |    |                                 |                             |      |     |                     |
| 9  | TĐ | Kadyrbek Shaarbekov             | 2 tháng 2, 1998 (20 tuổi)   |      |     | Dordoi Bishkek      |
| 11 | TĐ | Kairat Zhyrgalbek Uulu*         | 13 tháng 6, 1993 (25 tuổi)  |      |     | Dordoi Bishkek      |
| 12 | TĐ | Amanbek Manybekov               | 5 tháng 8, 1995 (23 tuổi)   |      |     | Abdysh-Ata Kant     |
| 18 | TĐ | Ernist Batyrkanov               | 21 tháng 2, 1998 (20 tuổi)  |      |     | Dordoi Bishkek      |

* Cầu thủ quá tuổi.

### Malaysia
Đội hình cuối cùng đã được công bố vào ngày 12 tháng 8. Danial Amier Norhisham được thay thế bởi Rodney Celvin vào ngày 13 tháng 8.
Huấn luyện viên trưởng:  Ong Kim Swee

| Số | VT | Cầu thủ                        | Ngày sinh (tuổi)            | Trận | Bàn | Câu lạc bộ            |
| -- | -- | ------------------------------ | --------------------------- | ---- | --- | --------------------- |
| 1  | TM | Ifwat Akmal                    | 10 tháng 8, 1996 (22 tuổi)  |      |     | Kedah                 |
| 22 | TM | Haziq Nadzli                   | 6 tháng 1, 1998 (20 tuổi)   |      |     | Johor Darul Ta'zim    |
|    |    |                                |                             |      |     |                       |
| 2  | HV | Adib Zainudin                  | 15 tháng 2, 1995 (23 tuổi)  |      |     | Johor Darul Ta'zim II |
| 3  | HV | Syazwan Bahari                 | 24 tháng 2, 1995 (23 tuổi)  |      |     | Perak                 |
| 4  | HV | Rodney Celvin                  | 25 tháng 11, 1996 (21 tuổi) |      |     | PKNS                  |
| 9  | HV | Adam Nor Azlin (đội phó)       | 5 tháng 1, 1996 (22 tuổi)   |      |     | Johor Darul Ta'zim    |
| 14 | HV | Dominic Tan                    | 12 tháng 3, 1997 (21 tuổi)  |      |     | Johor Darul Ta'zim    |
| 15 | HV | Rizal Ghazali*                 | 1 tháng 10, 1992 (25 tuổi)  |      |     | Kedah                 |
| 17 | HV | Irfan Zakaria                  | 4 tháng 6, 1995 (23 tuổi)   |      |     | Kuala Lumpur          |
| 21 | HV | Syazwan Andik                  | 4 tháng 8, 1996 (22 tuổi)   |      |     | Kuala Lumpur          |
|    |    |                                |                             |      |     |                       |
| 5  | TV | Syahmi Safari                  | 5 tháng 2, 1998 (20 tuổi)   |      |     | Selangor              |
| 7  | TV | Baddrol Bakhtiar* (đội trưởng) | 1 tháng 2, 1988 (30 tuổi)   |      |     | Kedah                 |
| 8  | TV | Faisal Halim                   | 7 tháng 1, 1998 (20 tuổi)   |      |     | Pahang                |
| 13 | TV | Tommy Mawat Bada               | 26 tháng 6, 1995 (23 tuổi)  |      |     | PJ Rangers            |
| 16 | TV | Nik Akif                       | 11 tháng 5, 1999 (19 tuổi)  |      |     | Kelantan U21          |
|    |    |                                |                             |      |     |                       |
| 10 | TĐ | Hadi Fayyadh                   | 22 tháng 1, 2000 (18 tuổi)  |      |     | Johor Darul Ta'zim II |
| 11 | TĐ | Safawi Rasid                   | 5 tháng 3, 1997 (21 tuổi)   |      |     | Johor Darul Ta'zim    |
| 18 | TĐ | Akhyar Rashid                  | 1 tháng 5, 1999 (19 tuổi)   |      |     | Kedah                 |
| 19 | TĐ | Kogileswaran Raj               | 21 tháng 9, 1998 (19 tuổi)  |      |     | Pahang                |
| 20 | TĐ | Syafiq Ahmad                   | 28 tháng 6, 1995 (23 tuổi)  |      |     | Johor Darul Ta'zim    |

* Cầu thủ quá tuổi.

### Hàn Quốc
Dưới đây là đội hình Hàn Quốc trong giải đấu bóng đá nam của Đại hội Thể thao châu Á 2018. Đội tuyển có 20 cầu thủ đã chính thức được đặt tên vào ngày 16 tháng 7.
Huấn luyện viên trưởng:  Kim Hak-bum
| 0#0 | Vị trí | Cầu thủ                     | Ngày sinh và tuổi           | Câu lạc bộ             |
| --- | ------ | --------------------------- | --------------------------- | ---------------------- |
| 1   | TM     | Song Beom-keun              | 15 tháng 10, 1997 (20 tuổi) | Jeonbuk Hyundai Motors |
| 2   | HV     | Hwang Hyun-soo              | 22 tháng 7, 1995 (23 tuổi)  | FC Seoul               |
| 3   | HV     | Kim Min-jae                 | 15 tháng 11, 1996 (21 tuổi) | Jeonbuk Hyundai Motors |
| 4   | HV     | Kim Jin-ya                  | 30 tháng 6, 1998 (20 tuổi)  | Incheon United         |
| 5   | HV     | Jeong Tae-wook              | 16 tháng 5, 1997 (21 tuổi)  | Jeju United            |
| 6   | HV     | Kim Moon-hwan               | 1 tháng 8, 1995 (23 tuổi)   | Busan IPark            |
| 7   | TĐ     | Son Heung-min* (đội trưởng) | 8 tháng 7, 1992 (26 tuổi)   | Tottenham Hotspur      |
| 8   | TV     | Lee Jin-hyun                | 26 tháng 8, 1997 (20 tuổi)  | Pohang Steelers        |
| 9   | TĐ     | Hwang Hee-chan              | 26 tháng 1, 1996 (22 tuổi)  | Red Bull Salzburg      |
| 10  | TV     | Hwang In-beom               | 20 tháng 9, 1996 (21 tuổi)  | Asan Mugunghwa         |
| 11  | TĐ     | Na Sang-ho                  | 12 tháng 8, 1996 (22 tuổi)  | Gwangju FC             |
| 12  | HV     | Lee Si-young                | 21 tháng 4, 1997 (21 tuổi)  | Seongnam FC            |
| 13  | TV     | Cho Yu-min                  | 17 tháng 11, 1996 (21 tuổi) | Suwon FC               |
| 14  | TV     | Jang Yun-ho                 | 25 tháng 8, 1996 (21 tuổi)  | Jeonbuk Hyundai Motors |
| 15  | TV     | Lee Seung-mo                | 30 tháng 3, 1998 (20 tuổi)  | Gwangju FC             |
| 16  | TĐ     | Hwang Ui-jo*                | 28 tháng 8, 1992 (25 tuổi)  | Gamba Osaka            |
| 17  | TĐ     | Lee Seung-woo               | 6 tháng 1, 1998 (20 tuổi)   | Hellas Verona          |
| 18  | TM     | Jo Hyeon-woo*               | 25 tháng 9, 1991 (26 tuổi)  | Daegu FC               |
| 19  | TV     | Kim Keon-woong              | 29 tháng 8, 1997 (20 tuổi)  | Ulsan Hyundai          |
| 20  | TV     | Kim Jung-min                | 13 tháng 11, 1999 (18 tuổi) | FC Liefering           |

* Cầu thủ quá tuổi.

## Bảng F

### Iran
Dưới đây là đội hình Iran trong giải đấu bóng đá nam của Đại hội Thể thao châu Á 2018. Đội tuyển này có 20 cầu thủ đã chính thức được đặt tên vào ngày 31 tháng 7.
Huấn luyện viên trưởng:  Zlatko Kranjčar
| 0#0 | Vị trí | Cầu thủ                   | Ngày sinh và tuổi           | Câu lạc bộ          |
| --- | ------ | ------------------------- | --------------------------- | ------------------- |
| 1   | TM     | Mehdi Amini               | 15 tháng 10, 1997 (20 tuổi) | Paykan              |
| 2   | HV     | Mohammad Aghajanpour      | 20 tháng 4, 1997 (21 tuổi)  | Padideh             |
| 3   | HV     | Mohammad Moslemipour      | 25 tháng 5, 1997 (21 tuổi)  | Tractor Sazi        |
| 4   | HV     | Mehdi Rahimi              | 2 tháng 5, 1999 (19 tuổi)   | Sepahan             |
| 5   | HV     | Alireza Arta              | 4 tháng 2, 1997 (21 tuổi)   | Mes Kerman          |
| 6   | TV     | Mohammad Soltani Mehr     | 4 tháng 2, 1999 (19 tuổi)   | Saipa               |
| 7   | TĐ     | Younes Delfi              | 2 tháng 10, 2000 (17 tuổi)  | Esteghlal Khuzestan |
| 8   | TĐ     | Mohammad Amin Asadi       | 24 tháng 12, 1998 (19 tuổi) | Persepolis          |
| 9   | TĐ     | Mohammad Mehdi Mehdikhani | 26 tháng 7, 1997 (21 tuổi)  | Padideh             |
| 10  | TĐ     | Mohammad Reza Azadi       | 7 tháng 12, 1999 (18 tuổi)  | Tractor Sazi        |
| 11  | TĐ     | Mehdi Ghaedi              | 5 tháng 12, 1998 (19 tuổi)  | Esteghlal           |
| 12  | TM     | Shahab Adeli              | 19 tháng 1, 1997 (21 tuổi)  | Sepahan             |
| 13  | HV     | Abolfazl Razzaghpour      | 17 tháng 9, 1997 (20 tuổi)  | Paykan              |
| 14  | TĐ     | Reza Jabireh              | 7 tháng 7, 1997 (21 tuổi)   | Sanat Naft Abadan   |
| 15  | TĐ     | Ahmadreza Ahmadvand       |                             | Esteghlal           |
| 16  | TĐ     | Amir Roostaei             | 5 tháng 8, 1997 (21 tuổi)   | Paykan              |
| 17  | TĐ     | Sina Zamehran             | 10 tháng 3, 1997 (21 tuổi)  | Padideh             |
| 18  | HV     | Shahin Abbasian           | 16 tháng 6, 1997 (21 tuổi)  | Persepolis          |
| 19  | TV     | Mohammad Khodabandelou    | 7 tháng 9, 1999 (18 tuổi)   | Paykan              |
| 20  | HV     | Aref Aghasi               | 2 tháng 1, 1997 (21 tuổi)   | Foolad              |

### Myanmar
Dưới đây là đội hình Myanmar trong giải đấu bóng đá nam tại Đại hội Thể thao châu Á 2018.
Huấn luyện viên trưởng:  Antoine Hey

| Số | VT | Cầu thủ                   | Ngày sinh (tuổi)            | Trận | Bàn | Câu lạc bộ    |
| -- | -- | ------------------------- | --------------------------- | ---- | --- | ------------- |
| 1  | TM | Kyaw Zin Htet*            | 2 tháng 3, 1987 (31 tuổi)   |      |     | Yangon United |
| 25 | TM | Sann Satt Naing           | 4 tháng 11, 1997 (20 tuổi)  |      |     | Yangon United |
|    |    |                           |                             |      |     |               |
| 2  | HV | Htike Htike Aung          | 1 tháng 2, 1995 (23 tuổi)   |      |     | Shan United   |
| 3  | HV | Zaw Min Tun* (đội trưởng) | 20 tháng 5, 1992 (26 tuổi)  |      |     | Yangon United |
| 4  | HV | Win Moe Kyaw              | 1 tháng 2, 1997 (21 tuổi)   |      |     | Magwe         |
| 5  | HV | Nanda Kyaw                | 3 tháng 9, 1996 (21 tuổi)   |      |     | Magwe         |
| 13 | HV | Ye Yint Aung              | 26 tháng 2, 1998 (20 tuổi)  |      |     | Yadanarbon    |
| 15 | HV | Soe Moe Kyaw              | 23 tháng 3, 1999 (19 tuổi)  |      |     | ISPE          |
| 23 | HV | Hein Phyo Win             | 19 tháng 9, 1998 (19 tuổi)  |      |     | Shan United   |
|    |    |                           |                             |      |     |               |
| 6  | TV | Hlaing Bo Bo              | 8 tháng 7, 1996 (22 tuổi)   |      |     | Yadanarbon    |
| 8  | TV | Maung Maung Soe           | 6 tháng 8, 1995 (23 tuổi)   |      |     | Magwe         |
| 11 | TV | Maung Maung Lwin          | 18 tháng 6, 1995 (23 tuổi)  |      |     | Yangon United |
| 12 | TV | Myat Kaung Khant          | 15 tháng 7, 2000 (18 tuổi)  |      |     | Yadanarbon    |
| 14 | TV | Yan Naing Oo              | 31 tháng 3, 1996 (22 tuổi)  |      |     | Shan United   |
| 16 | TV | Sithu Aung                | 16 tháng 10, 1996 (21 tuổi) |      |     | Yadanarbon    |
| 19 | TV | Htet Phyo Wai             | 21 tháng 1, 2000 (18 tuổi)  |      |     | Shan United   |
| 22 | TV | Min Kyaw Khant            | 28 tháng 6, 1995 (23 tuổi)  |      |     | Yangon United |
| 26 | TV | Lwin Moe Aung             | 10 tháng 12, 1999 (18 tuổi) |      |     | ISPE          |
|    |    |                           |                             |      |     |               |
| 9  | TĐ | Dway Ko Ko Chit*          | 23 tháng 6, 1993 (25 tuổi)  |      |     | Shan United   |
| 10 | TĐ | Aung Thu                  | 22 tháng 5, 1996 (22 tuổi)  |      |     | Police Tero   |

* Cầu thủ quá tuổi.

### CHDCND Triều Tiên
Dưới đây là đội hình Cộng hòa Dân chủ Nhân dân Triều Tiên tại giải đấu bóng đá nam của Đại hội Thể thao châu Á 2018.
Huấn luyện viên trưởng:  Ju Song-il

| Số | VT | Cầu thủ                    | Ngày sinh (tuổi)            | Trận | Bàn | Câu lạc bộ        |
| -- | -- | -------------------------- | --------------------------- | ---- | --- | ----------------- |
| 1  | TM | Kim Yu-il                  | 30 tháng 1, 1997 (21 tuổi)  |      |     | Kigwancha         |
| 18 | TM | Kang Ju-hyok               | 31 tháng 5, 1997 (21 tuổi)  |      |     | Hwaebul           |
|    |    |                            |                             |      |     |                   |
| 2  | HV | An Song-il                 | 5 tháng 8, 1996 (22 tuổi)   |      |     | April 25          |
| 3  | HV | Song Kum-song (đội trưởng) | 23 tháng 8, 1995 (22 tuổi)  |      |     | Rimyongsu         |
| 5  | HV | Kim Nam-il                 | 1 tháng 1, 1996 (22 tuổi)   |      |     | Ryomyong          |
| 19 | HV | Jong Tong-chol             | 21 tháng 4, 1997 (21 tuổi)  |      |     | Rimyongsu         |
| 21 | HV | Kim Chol-bom*              | 16 tháng 7, 1994 (24 tuổi)  |      |     | April 25          |
| 22 | HV | Jang Kuk-chol*             | 16 tháng 2, 1994 (24 tuổi)  |      |     | Hwaebul           |
|    |    |                            |                             |      |     |                   |
| 4  | TV | Ri Un-chol                 | 13 tháng 7, 1995 (23 tuổi)  |      |     | Sonbong           |
| 6  | TV | Kim Kuk-bom                | 19 tháng 2, 1995 (23 tuổi)  |      |     | April 25          |
| 7  | TV | Jo Kwang-myong             | 3 tháng 1, 1995 (23 tuổi)   |      |     | April 25          |
| 13 | TV | Ju Kyong-chol              | 14 tháng 11, 1997 (20 tuổi) |      |     |                   |
| 14 | TV | Kim Kum-chol               | 7 tháng 4, 1997 (21 tuổi)   |      |     | Rimyongsu         |
| 15 | TV | Kim Chung-il               | 21 tháng 8, 1997 (20 tuổi)  |      |     |                   |
| 17 | TV | Kang Kuk-chol              | 29 tháng 9, 1999 (18 tuổi)  |      |     | Rimyongsu         |
| 25 | TV | Ryang Hyon-ju              | 31 tháng 5, 1998 (20 tuổi)  |      |     | Waseda University |
|    |    |                            |                             |      |     |                   |
| 12 | TĐ | Han Yong-thae              | 30 tháng 10, 1996 (21 tuổi) |      |     | Korea University  |
| 16 | TĐ | Kim Yong-il*               | 6 tháng 7, 1994 (24 tuổi)   |      |     | Kigwancha         |
| 20 | TĐ | So Jong-hyok               | 1 tháng 7, 1995 (23 tuổi)   |      |     | April 25          |
| 23 | TĐ | Kim Yu-song                | 24 tháng 1, 1995 (23 tuổi)  |      |     | April 25          |

* Cầu thủ quá tuổi.

### Ả Rập Xê Út
Dưới đây là đội hình Ả Rập Xê Út trong giải đấu bóng đá nam tại Đại hội Thể thao châu Á 2018 ở Indonesia.
Huấn luyện viên trưởng:  Saad Al-Shehri

| Số | VT | Cầu thủ                    | Ngày sinh (tuổi)            | Trận | Bàn | Câu lạc bộ |
| -- | -- | -------------------------- | --------------------------- | ---- | --- | ---------- |
| 1  | TM | Amin Al-Bukhari            | 2 tháng 5, 1997 (21 tuổi)   |      |     | Al-Ittihad |
| 21 | TM | Saleh Al-Ohaymid           | 21 tháng 5, 1998 (20 tuổi)  |      |     | Al-Nassr   |
| 22 | TM | Mohammed Al-Rubeai         | 14 tháng 8, 1997 (20 tuổi)  |      |     | Al-Batin   |
|    |    |                            |                             |      |     |            |
| 2  | HV | Abdullah Tarmin            | 19 tháng 3, 1997 (21 tuổi)  |      |     | Al-Ahli    |
| 3  | HV | Mohammad Bassas            | 31 tháng 8, 1998 (19 tuổi)  |      |     | Al-Ahli    |
| 4  | HV | Abdullah Al-Yousef         | 29 tháng 10, 1997 (20 tuổi) |      |     | Al-Fateh   |
| 5  | HV | Abdulelah Al-Amri          | 15 tháng 1, 1997 (21 tuổi)  |      |     | Al-Wehda   |
| 12 | HV | Mohammed Al-Zubaidi        | 25 tháng 8, 1997 (20 tuổi)  |      |     | Al-Ahli    |
| 13 | HV | Awn Al-Saluli (đội trưởng) | 2 tháng 9, 1998 (19 tuổi)   |      |     | Al-Ittihad |
|    |    |                            |                             |      |     |            |
| 6  | TV | Yousef Al-Harbi            | 16 tháng 3, 1997 (21 tuổi)  |      |     | Al-Ahli    |
| 7  | TV | Abdulrahman Ghareeb        | 31 tháng 3, 1997 (21 tuổi)  |      |     | Al-Ahli    |
| 8  | TV | Abdullah Majrashi          | 24 tháng 8, 1997 (20 tuổi)  |      |     | Al-Ahli    |
| 10 | TV | Ayman Al-Khulaif           | 22 tháng 5, 1997 (21 tuổi)  |      |     | Al-Ahli    |
| 11 | TV | Saad Al-Selouli            | 25 tháng 5, 1998 (20 tuổi)  |      |     | Al-Ettifaq |
| 14 | TV | Ali Al-Asmari              | 12 tháng 1, 1997 (21 tuổi)  |      |     | Ohod       |
| 16 | TV | Abdurahman Al-Dossari      | 25 tháng 9, 1997 (20 tuổi)  |      |     | Al-Nassr   |
| 17 | TV | Nasser Al-Omran            | 13 tháng 7, 1997 (21 tuổi)  |      |     | Al-Shabab  |
| 18 | TV | Nawaf Al-Habashi           | 23 tháng 6, 1998 (20 tuổi)  |      |     | Al-Shabab  |
|    |    |                            |                             |      |     |            |
| 9  | TĐ | Haroune Camara             | 1 tháng 1, 1998 (20 tuổi)   |      |     | Al-Qadsiah |
| 20 | TĐ | Muteb Al-Hammad            | 13 tháng 8, 1998 (19 tuổi)  |      |     | Al-Batin   |